# Maumusson (Tarn-et-Garonne)
Maumusson é uma comuna francesa na região administrativa de Occitânia, no departamento de Tarn-et-Garonne. Estende-se por uma área de 5,04 km². Em 2010 a comuna tinha 48 habitantes (densidade: 9,5 hab./km²).